# Theofan van Poltava

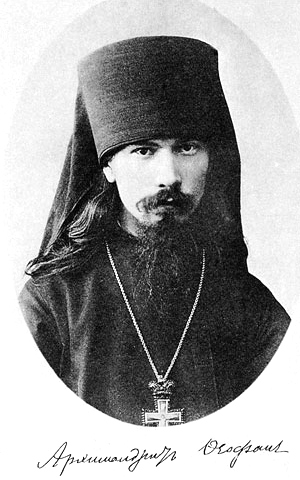
Theofan

Theofan van Poltava, eigenlijke naam Vasili Dmitrijevitsj Bystrov (Russisch: Василий Дмитриевич Быстров) (Podmosje (gouvernement Sint-Petersburg), 12 januari 1875/juliaanse kalender 31 december 1874 - Limeray, (Frankrijk), 19 februari 1940) was een aartsbisschop en theoloog binnen de Russisch-Orthodoxe Kerk.
Hij was regelmatig de biechtvader van tsaar Nicolaas II van Rusland en tsaritsa Alexandra Fjodornova. Door deze positie speelde hij een belangrijke rol bij de introductie van Raspoetin binnen het Russisch hof.

## Leven
Theofan werd geboren op 12 januari 1875 in het dorp Podmosje, vlak bij Loega, Oblast Leningrad als zoon van de priester Demetrius Bystrov. Hij is gedoopt op 1 januari, de dag van de heilige Basilius.
In 1896 studeerde hij af aan de Theologische faculteit van Sint-Petersburg. In 1898 werd hij tot monnik gewijd. In 1905 promoveerde hij met zijn proefschrift over de Naam van God binnen het Oude Testament, "Het Tetragram of de Oudtestamentarische Naam van God Jehova". Hij werd daarna hoogleraar en inspecteur van de academie in Sint-Petersburg. In deze tijd maakte hij via bisschop Sergius kennis met Raspoetin. Hij was zo onder de indruk van diens schijnbaar profetische gaven dat hij Raspoetin uitnodigde bij hem te gaan wonen. Raspoetin was hierdoor in staat kennis te maken met de Russische aristocratie. Uiteindelijk leidde dit ertoe dat Raspoetin via Theofan kennis maakte met Militza van Montenegro. De laatste zou Raspoetin introduceren bij het Russische hof.
Er werd gezegd dat hij aanhanger was van imjaslavie, het dogma dat de naam van God, God zelf is. Ook stond hij binnen de Russisch-Orthodoxe Kerk bekend om zijn ascetische geloofsovertuiging. Hij was vriend van Pavel Florenski.

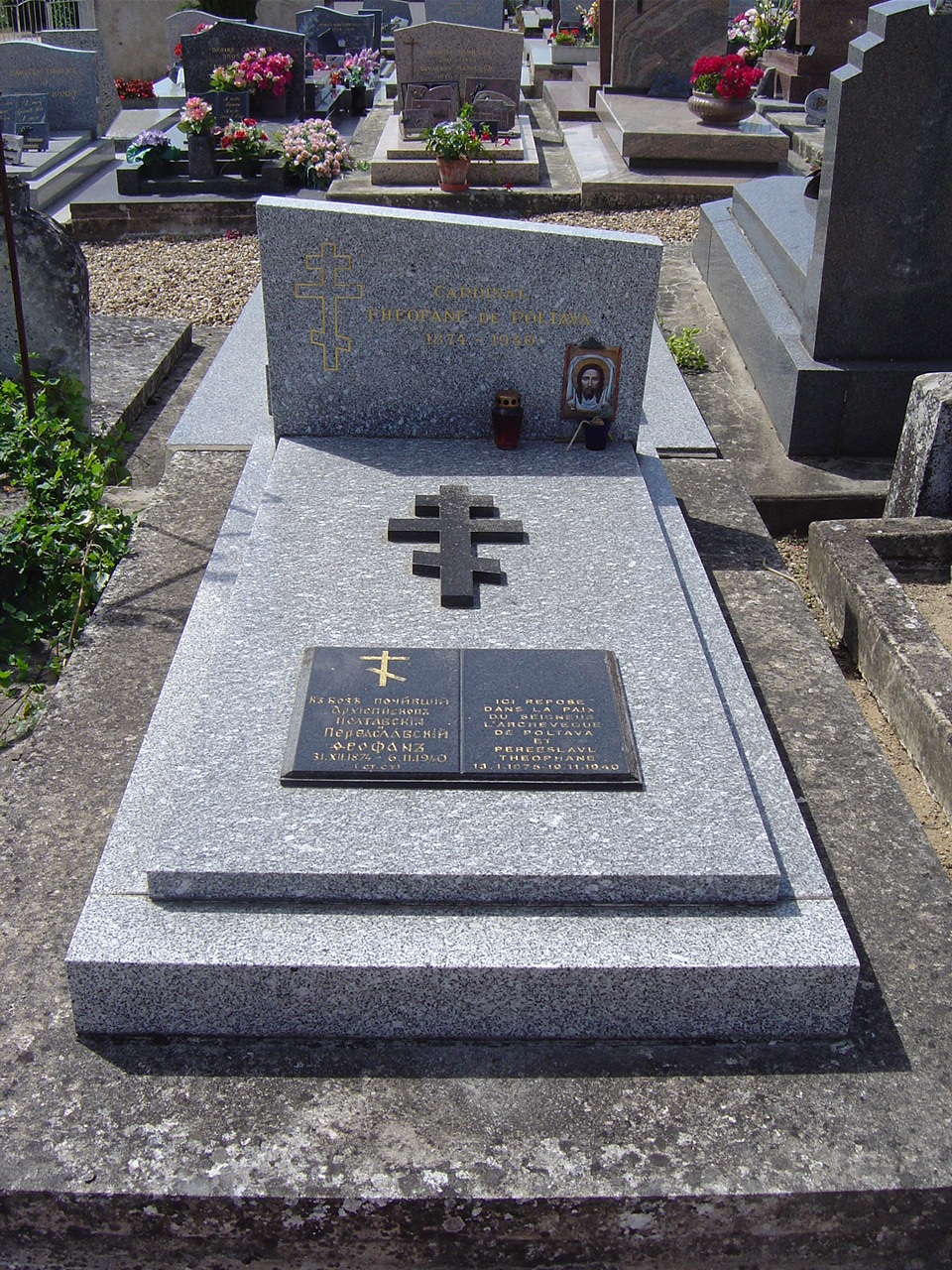
Het graf van Theofan

In 1912 werd hij bisschop van Astrachan; een jaar later bisschop van Poltava.
Tijdens de periode van de Russische Revolutie werd hij binnen het onderzoek naar Raspoetin ondervraagd. Vanaf 1931 woonde Theofan in Frankrijk waar hij in een grot bij de Loire leefde als een heremiet. Hij stierf daar op 19 februari 1940 en is begraven in Limeray.